# 三灣 (大字)
三灣，是臺灣苗栗縣三灣鄉的一個傳統地域名稱，為全鄉行政中心所在地，位於該鄉北半葉的西南部。相較於今日行政區，其範圍大致包括三灣村、銅鏡村的峨眉溪下游西岸部分。

## 歷史
台灣清治末期至日治初期，三灣地區為一街庄，稱為「三灣庄」，隸屬於竹南一堡。該庄西邊及西北邊隔中港溪分別與下林坪庄、內灣庄為界，北邊及東邊北段隔中港溪支流峨眉溪及峨眉溪支流沙坑溪與銅鑼圈庄為界，東邊南段及南邊東大段與北埔庄為鄰，南邊西段隔中港溪與員林庄為界。
1901年（日治明治三十四年）11月，全台廢縣廳改設二十廳，該庄隸屬於新竹廳。1909年（明治四十二年）10月，合併二十廳為十二廳，該庄隸屬不變。1920年（大正九年），廢十二廳改設五州二廳，該庄改制為「三灣」大字，隸屬於新竹州竹南郡三灣庄。
戰後三灣庄改制為三灣鄉，隸屬於新竹縣，大字亦改制為村。1950年桃、竹、苗分治，三灣鄉改隸屬於苗栗縣。

## 聚落
本地區發展較早的聚落為三灣，在日治期初期的官方地圖上已有記載。此外，本地區尚有蕀仔園、銅鑼圈、坡頭背、山塘背、小北埔等聚落。

## 交通
省道台3線俗稱「內山公路」，是臺北至屏東的幹道，其中中壢至豐原路段又稱「中豐公路」，大致以縱向轉北北東—南南西走向再轉縱向蜿蜒貫穿三灣地區。由該道路向北可前往珊珠湖、峨眉、北埔、竹東下公館等地；向南可前往獅潭、汶水、大湖、卓蘭等地。
縣道124號（中正路）是保安林至仙山口（原竹南至獅潭）的道路，大致先以縱向與省道台3線共線進入本地區，至三灣市區東北郊轉向南南西獨行，至市區南側的三灣國中前再度與省道台3線共線，約100公尺後轉向東南再轉東離開本地區。由該道路向北與省道台3線共線可前往珊珠湖，其後轉向西獨行可前往頭份、竹南並止於海邊道路口，向東可前往南庄、獅潭並止於省道台3線。
鄉道苗17-1線是內灣至銅鏡的道路，其東側端點位於本地區最北端的省道台3線／縣道124號共線路口。由此向北北西轉西北西過水頭屋大橋後，可前往內灣地區西北部油茶下北側的鄉道苗17線路口。
鄉道苗17-2線（民治街）是內灣至三灣的道路，其東側端點位於三灣市區西側的縣道124號路口。由此向西北轉北過三灣大橋後，可前往油茶下東南側的鄉道苗17線路口。
鄉道苗17-3線（民生街）是三灣至永和山水庫的道路，其東側端點位於三灣市區西部的縣道124號路口。由此向西北經三和大橋出境後轉向西可前往小份坑、永和山水庫北側並止於管理處後門。
鄉道苗19線是銅鏡至北灣的道路，其西側端點位於本地區北部省道台3線／縣道124號共線路口。由此向東轉東北出境後轉東南，可前往銅鑼圈、崁頂寮、北灣並止於縣道124號路口。

## 學校
- 三灣國中
- 三灣國小

## 廟宇
- 三灣石母祠（石神廟）